# Constant Martin
Pour les articles homonymes, voir Martin et Constant Martin (communard).
Constant Martin (1910-1995) est un ingénieur et inventeur français en électronique et acoustique. Il a mis au point et commercialisé des postes de radio, des orgues électroniques, des cloches électroniques, ainsi que le Clavioline, ancêtre du synthétiseur.

## Biographie

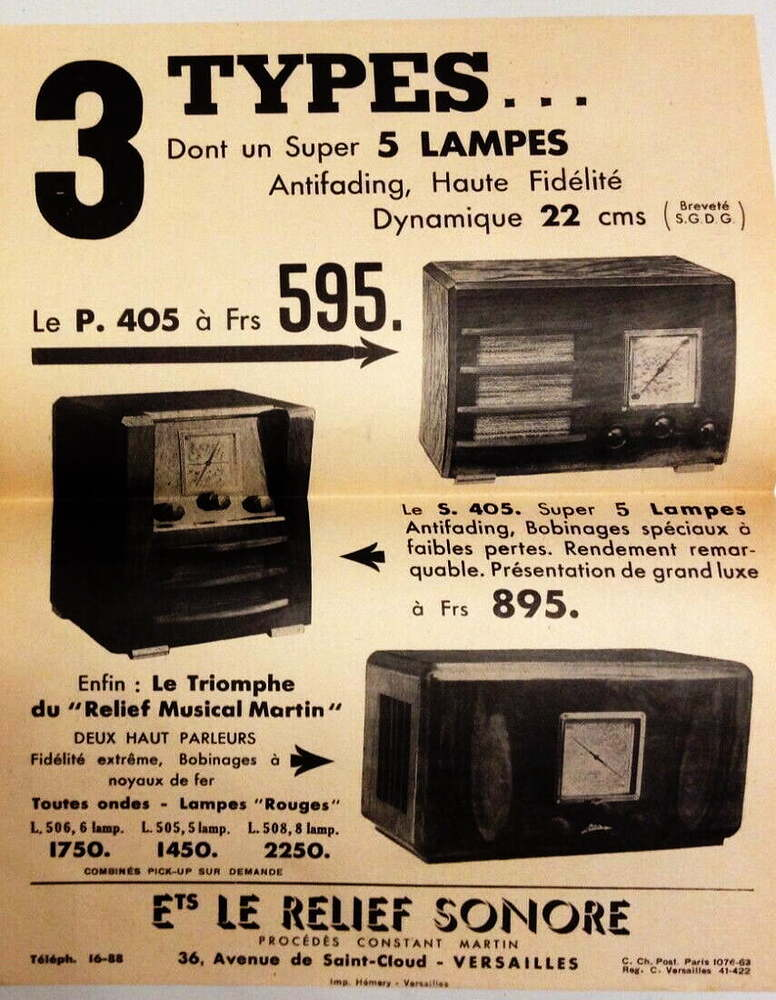
Publicité de 3 types de postes radio des établissements « Le relief sonore ».

Après avoir acquis des diplômes d'ingénieur électricien et radioélectricien en 1930, Constant Martin commence par travailler pour le fabricant de postes de radio Victor Martin (aucun lien de parenté) chez qui il réalise un récepteur original. En 1932, il crée 36, avenue de Saint-Cloud à Versailles les établissements « Le relief sonore » où il commercialise de nouveaux postes de radio « pré-stéréophoniques » et commence des recherches sur la création de sons musicaux par des procédés électroniques.
De 1932 à 1937, il met au point un premier instrument de musique électronique apparenté à l'orgue, utilisant des anches d'harmonium ; un modèle amélioré à deux claviers et pédalier est expérimenté en juillet 1939 à l'église Sainte-Odile à Paris. Constant Martin étudie, en outre, un instrument électronique à clavier destiné à remplacer le violon. Cet instrument subira de nombreuses transformations et, plus tard, deviendra le Clavioline, dont un prototype est utilisé en 1940 au cours d'un gala au profit des réfugiés en zone libre. À partir de son travail sur des anches libres, Constant Martin observe que la vibration complexe d'une verge vibrante présente des similitudes avec la vibration d'une cloche de bronze et en conçoit l’idée d'une cloche électronique.
En 1943, Constant Martin termine la construction d'un orgue électronique perfectionné, composé d'oscillateurs indépendants et de circuits analyseurs d'harmoniques : cet instrument est présenté à l'Oratoire du Louvre, à Saint-Louis des Invalides et au palais de Chaillot. Par ailleurs, il perfectionne ses cloches électroniques qui sonnent à l'hôtel de ville de Versailles pour la Libération de la ville.
À partir de 1945, Constant Martin poursuit ses recherches et la commercialisation de ses instruments (orgues et cloches électroniques) dans le cadre de la SEBCM (Société d'exploitation des brevets Constant Martin) à Versailles. Mis sur le marché en 1947, le Clavioline connaît un grand succès et va être fabriqué par Selmer en France et en Grande-Bretagne, Gibson aux États-Unis et Jorgensen en Allemagne. Le Clavioline se place rapidement en tête de tous les instruments monodiques construits dans le monde. Il s'en vendit plus de 30 000 exemplaires au Royaume-Uni seulement.
Dans les années 1950, Constant Martin s’efforce d’utiliser les découvertes les plus récentes de l’électronique pour améliorer ses orgues et ses cloches. Il présente un nouveau type de cloche électronique, qui reproduit sans mouvement du diffuseur sonore l’effet de volée, à l'église Saint-Philippe-du-Roule de Paris. En 1961, il termine la mise au point de ses premières orgues à transistors et en perfectionne les techniques d’harmonisation dans un esprit qui reste fidèle aux traditions de l’orgue à tuyaux. Au début des années 1960, Constant Martin crée également des carillons électroniques de signalisation sonore dont l'utilisation va se répandre dans les aéroports, gares et entreprises. En utilisant les principes des cloches électroniques, ces petits appareils, qui scandent notamment les heures de la radio Europe 1 à partir de 1960 et les annonces de l'aérogare d'Orly à partir de 1961, font entendre de courtes mélodies qui remplacent sonneries et sirènes. Ces carillons seront ensuite standardisés sous le nom de Harpsonic.
Enfin, les recherches de Constant Martin aboutiront en 1968 à la fabrication d’un orgue électronique à tuyaux. Instrument révolutionnaire reproduisant fidèlement les sonorités de l'orgue classique, il combine la production des sons par des moyens électroniques à l'excitation de la colonne d’air d'une série de tuyaux.
L'industrialisation de la facture des instruments électroniques aura raison du travail de recherche passionné et du soin artisanal apporté par Constant Martin à la fabrication de chacun des instruments portant son nom. Le Clavioline sera encore utilisé par des artistes de musique populaire célèbres dans les années 1960 (Del Shannon, The Tornados, The Beatles) ; il sera ensuite supplanté par les synthétiseurs polyphoniques. Les cloches électroniques Constant Martin cesseront d’être fabriquées et les orgues du même nom ne pourront faire face à la concurrence des grandes marques italiennes, autrichiennes ou néerlandaises. Il n'en reste pas moins qu'en un peu plus d'une trentaine d’années, l'œuvre pionnière de Constant Martin aura contribué à révolutionner la facture instrumentale en montrant comment, par des moyens électroniques, il est possible de produire une infinité de sons utilisables dans tous les genres de musique.
Il est le grand-père du réalisateur Michel Gondry, de François Gondry, bassiste de Ludwig von 88 et arrière grand-père du rappeur Biffty.
Constant Martin était aussi, dans un domaine tout différent, un pionnier de la vidéo en relief.
Constant Martin a publié, outre des articles dans Science et Vie, et la Revue du Son :
La Musique électronique, Paris, Éditions technique et vulgarisation, 1950.
Le musée de la Musique de la Cité de la musique à Paris possède dans ses collections un Clavioline et un modèle d’orgue électronique Constant Martin à deux claviers et pédalier datant de 1957.

## Publication
- Constant Martin, La Musique électronique : de l'instrument de musique le plus simple aux orgues électroniques, amélioration d'instruments classiques, cloches électroniques, constructions pratiques, Paris, Éditions technique et vulgarisation, 1950, 202 p. (OCLC 459327112).

### Brevets
La liste suivante présente quelques uns des brevets d'invention déposés par Constant Martin :  
- Brevet FR 759647 Dispositif permettant d'obtenir un relief sonore des appareils reproducteurs de sons (1934)
- Brevet FR 835650 Orgue magnétique (1938)
- Brevet FR 835671 Cloches magnétiques (1938)
- Brevet FR 897048 Contacteur multiple permettant de commander simultanément un grand nombre de circuits électriques (1943)
- Brevet FR 57418 Orgue électrique (1945)
- Brevet FR 906612 Cloches et carillons électriques (1946)
- Brevet FR 922777 Nouvel instrument de musique à organes vibrants (1946)
- Brevet FR 932340 Instrument de musique électrique à cordes vibrantes (1946)
- Brevet FR 925377 Dispositif pour amplifier et modifier les sons des instruments de musique (1947)
- Brevet FR 946629 Instrument de musique électronique (1947)
- Brevet FR 976489 Dispositif de modulation et de commande en télégraphie de postes émetteurs radioélectriques (1948)
- Brevet FR 981314 Instrument de musique électronique permettant l'émission simultanée de deux notes (1948)
- Brevet FR 1066396 Dispositif électronique pour créer un son de sirène d'alarme (1952)
- Brevet FR 1209831 Dispositif enregistreur-reproducteur de sons et de signaux de télécommande, destiné spécialement, mais non exclusivement, aux lanternes à projection (1953)
- Brevet FR 53890 Lanterne de projection à commande électrique (1954)
- Brevet FR 1114525 Dispositif de commande à distance s'adaptant aux lanternes de projection (1954)
- Brevet FR 1128189 Lanterne de projection perfectionnée (1955)
- Brevet FR 1160853 Perfectionnements aux dispositifs capables d'engendrer des sons similaires à ceux des cloches et des carillons (1958)
- Brevet FR 1357713 Générateur électro-acoustique délivrant des signaux de basse fréquence et pouvant créer des sons musicaux à l'aide de tout amplificateur (1963)